# FC Zbrojovka Brno
FC Zbrojovka Brno, grundad 1913, är en fotbollsklubb i Brno i Tjeckien. Klubben spelar säsongen 2020/2021 i den tjeckiska högstadivisionen, 1. česká fotbalová liga.
Zbrojovka hade sin storhetstid i slutet av 1970-talet, då klubben nådde flera topplaceringar i den tjeckoslovakiska förstaligan. Klubbens hittills enda ligatitel vanns säsongen 1977/1978 med stjärnor som Karel Kroupa och Karel Jarůšek i truppen, som också spelade i det tjeckoslovakiska landslaget. Men efter ligaguldet gick det snabbt utför, och bara fem år senare flyttades Zbrojovka ner till andradivisionen. Först 1989 var klubben tillbaka i högstadivisionen, och har därefter hållit sig kvar bortsett från enstaka säsonger i divisionen under.
Klubbens största framgång i Europaspelet är en kvartsfinal i Uefacupen 1979/1980. Zbrojovka ställdes där mot blivande mästarna Eintracht Frankfurt som vann första mötet på hemmaplan med 4–1. I returen i Brno lyckades Zbrojovka besegra det tyska laget, men 3–2 räckte inte för att vinna dubbelmötet som slutade 6–4 till Frankfurt.

## Meriter
- Tjeckoslovakiska förstaligan (1): 1977/1978